# Hrvatska: zemlja i ljudi
Hrvatska: zemlja i ljudi je publikacija koju je 2013. objavio Leksikografski zavod Miroslav Krleža, pod uredništvom Mladena Klemenčića, Ankice Šunjić Matković i Zvonimira Frke-Petešića. Pripremljena je u suradnji s Ministarstvom vanjskih i europskih poslova RH povodom ulaska Hrvatske u Europsku uniju.
Namijenjena je ponajprije mnogoljudnoj publici ostalih zemalja članica, svima onima koji će poželjeti ili zatrebati informacije o novoj članici. Stoga je pripremljena u nekoliko jezičnih inačica. Kao svojevrsna „osobna iskaznica“ ona na sažet i pregledan način donosi najvažnije informacije o zemljopisu, povijesti, političkom ustroju, stanovništvu, gospodarstvu, kulturi i društvu.
U pregledu općepoznatih podataka navedene su i neke posebnosti s kojima Hrvatska pridonosi kako jedinstvu, tako i različitosti europskih država, a za koje je Uredništvo procijenilo da su široj publici dosad bile manje poznate. No kao i svaki izbor, i ovaj je donekle arbitraran.
Pozornost je dana i stoljetnim vezama Hrvatske s drugim europskim zemljama i narodima. S obzirom na svoj položaj u Europi, suvremena Hrvatska bila je tijekom prošlosti izložena različitim utjecajima, što se odrazilo na nacionalni i kulturni identitet te materijalno i duhovno naslijeđe.
U sastavljanju i odabiru građe za ovu publikaciju autori i urednici oslanjali su se ponajprije na prijašnja izdanja Leksikografskog zavoda, nastojeći pri tom izabranim gradivom Hrvatsku približiti inozemnoj publici.
S obzirom na to da je publikacija Hrvatska: zemlja i ljudi prva koja ujedinjuje bitne činjenice iz različitih područja opće kulture, Leksikografski zavod ovu knjigu bogata sadržaja objavljuje i za hrvatsku publiku.
Mrežno izdanje dostupno je na ukupno šest jezika: hrvatskom, engleskom, francuskom, njemačkom, španjolskom i kineskom.

## Vanjske poveznice
- Leksikografski zavod Miroslav Krleža  Arhivirana inačica izvorne stranice od 30. srpnja 2013. (Wayback Machine)
- Opis publikacije "Hrvatska: zemlja i ljudi"  Arhivirana inačica izvorne stranice od 15. srpnja 2013. (Wayback Machine)
- Mrežno izdanje "Hrvatska: zemlja i ljudi" (hrv.) (engl.) (fr.) (njem.) (španj.) (kin.)